# Skrivning
|  | Sammenskrivningsforslag Artiklerne håndskrivning, Skrivning er foreslået sammenskrevet. (Siden maj 2013) Diskutér forslaget |

Skrivning: en legemlig færdighed der udføres med fingrene. Fingerbevægelserne styres for en stor del af hjernens motoriske centre, men ligevægtsorganet i det indre øre spiller antagelig også en betydelig rolle. Evnen til at udføre skrivning kan på den måde være afhængig dels af hjernens interne funktioner, dels af det indre øres funktioner som sådan.
Ved skrivning noteres tal, ord og sætninger som grafiske symboler. Skrivning er i sig selv ingen intellektuel eller mental proces. Skrivning efterfølger derimod intellektuelle og mentale processer. Hensigten med skrivning er at fremkalde læsning.
Skrivning var endvidere navnet på et skolefag, hvor skolebørn lærte håndskrivning.
- Wikimedia Commons har flere filer relateret til Skrivning